# Amiot 122
L'Amiot 122 est un bombardier français de l’entre-deux-guerres. Dernier bombardier biplan mis en service par l’armée de l'air, il est le seul modèle construit en série d’une famille de monomoteurs également connus pour avoir participé à plusieurs raids à longue distance.

## Versions
- Amiot 120 BN2 : Bombardier moyen monomoteur de nuit. Classique biplan biplace à structure métallique entoilée, train classique fixe et postes en tandem, le prototype [F-AHCR] effectua son premier vol en 1924 avec un moteur en ligne Renault 12Ma de 580 ch. Cet appareil ne fut pas retenu par l’Aéronautique militaire et mis à la disposition du Capitaine de Corvette Paul Teste en vue d’une tentative transatlantique. Pionnier de l’aviation embarquée en France, Paul Teste se tua sur ce prototype à Villacoublay le 13 juin 1925.
- Amiot 121 BN2 : Projet similaire au précédent avec moteur Lorraine-Dietrich 18Kd de 650 ch.
- Amiot 122 BN3 : Évolution triplace de reconnaissance et de bombardement de l'Amiot 120. Réalisé à la demande de l'Aéronautique militaire, le prototype [F-AIUQ] était légèrement agrandi et équipé d’un moteur Lorraine-Dietrich 18Kd de 650 ch.
  - Amiot 122S : Pour démontrer les qualités de son appareil et tester de nouveaux équipements de radionavigation par goniométrie, la SECM décida d'organiser quelques raids spectaculaires. Confié au capitaine Georges Pelletier-Doisy, le prototype [F-AIUQ] décolla de Villacoublay le 13 septembre 1927 pour effectuer un raid de 10 800 km autour de la Méditerranée via Vienne, Beyrouth, Le Caire, Benghazi, Tunis et Casablanca. Piloté par le Lt Girardot, ce prototype réalisa également entre les 3 et 5 avril 1928 un raid de plus de 10 000 km à travers le Sahara, reliant Paris à Tombouctou et Dakar. Le tronçon Paris-Colomb-Béchar (2 100 km) fut couvert sans escale en 11 h 30 min. Au total l’avion a volé 69 h 15 min de Paris à Paris.
  - Amiot 122 BP3 : Version triplace de reconnaissance et de bombardement du précédent, 80 appareils commandés par l’Aéronautique militaire française et cinq par le Brésil.
- Amiot 123 : Le gouvernement polonais étant à la recherche d’un appareil à très long rayon d’action pour une tentative de traversée de l’Atlantique, un appareil fut modifié pour recevoir des réservoirs supplémentaires. L’avion effectue son premier vol le 13 septembre 1927. Baptisé Marszałek Piłsudski  en l’honneur du chef de l’état polonais, l’appareil [SP-APO] quitta Le Bourget le 3 août 1928 piloté par le Major Ludwik Idzikowski, assisté du Capitaine Kazimierz Kubala, navigateur. Après avoir parcouru environ 3 200 km l’équipage constata une importante fuite d’huile et prit la décision de faire demi-tour, malgré un violent vent contraire. Après 31 heures de vol Idzikowski parvint à poser son appareil à environ 70 km de Porto, à proximité du vapeur allemand Samos. À bord ils comprirent qu’ils avaient largement couvert la distance équivalent à un aller-retour entre l’Europe et les États-Unis et en vinrent aux mains. L’Amiot fut également repêché par le cargo allemand, et remis en état pour permettre une nouvelle tentative.

Équipé d’un moteur Lorraine-Dietrich 18Kdrs poussé à 785 ch et rebaptisé Orzeł Biały (Aigle Blanc), l’appareil décolla à nouveau du Bourget le 13 juillet 1929 à 3 h 45 du matin, avec le même équipage. Vers 5 heures du matin le moteur donna des signes de défaillance et l’équipage décida de se poser sur l'île de Faial, aux Açores. 4 h plus tard, le moteur semblant sur le point de rendre l’âme, un atterrissage d’urgence fut décidé sur l’île de Graciosa. Malheureusement l’avion heurta un mur en pierre à l’atterrissage et se retourna, tuant le pilote. Le navigateur n’était que légèrement blessé, mais l’avion prit feu, des paysans s’étant approché de l’épave avec une torche. 
- Amiot 124 BP3 : Un appareil de série modifié avec un Hispano-Suiza 18Sbr de 1000 ch.
- Amiot 125 BP3 : Un appareil de série modifié avec un Renault 18Jbr de 700 ch.
- Amiot 126 BP3 : Un appareil de série modifié avec un Lorraine-Dietrich 18Gad de 700 ch.

## Utilisation
- France : Les 80 Amiot 122 BP3 commandés par l’Aéronautique militaire furent mis en service en 1930 comme avions de reconnaissance et de bombardement. Surnommé « La Grosse Julie » par les équipages, cet appareil remplaça les Breguet XIV et Breguet 19 du 11e régiment d'aviation de Metz jusqu’à la mise en service du Bloch MB.200.
- Brésil : cinq appareils furent commandés en 1931, mais il semble que quatre appareils seulement aient été livrés, et utilisés jusqu’en 1936. Un de ces appareils servit côté gouvernemental durant le coup d’État de juillet 1932.